# Kudrianka
Kudrianka (ukr. Кудрянка także Samiec ukr. Самець Samec) – prawy dopływ Bohu, jedna z trzech rzek w Chmielnickim. Swoje źródła ma na zachód od wsi Kudrince. Całkowita długość rzeki wynosi 25 km, a powierzchnia jej dorzecza 92,4 km². Kudrianka ma 38 dopływów o łącznej długości 70 km (przeważnie niewielkich strumyków). Gęstość sieci rzecznej wynosi 1,03 km/km². W Chmielnickim uchodzi do Bohu.
W granicach miasta Chmielnicki rzeka rozlewa się w trzy stawy (jeden w dzielnicy Rużyczna i dwa w dzielnicy Dubowe). Są one miejscem odpoczynku i rybołówstwa. Jednak kąpanie się w rzece jest zakazane, ponieważ nie przeprowadza się badań jakości wody.
Na stawie w Rużycznej w latach 60.-70. działał jeden z najlepszych w USRR kompleksów do uprawiania sportów wodnych, w którym odbywały się zawody ogólnoradzieckie i międzynarodowe. W 1965 roku odbyły się tutaj zawody o mistrzostwo Związku Radzieckiego w kajakarstwie, a w 1966 roku zawody o mistrzostwo świata w tej dyscyplinie.
Od czasu do czasu wody rzeki zatapiają budynki przybrzeżne chmielniczan.